# Željko Tadić
Željko Tadić (Nikšić, 9 de junho de 1974) é um ex-futebolista montenegrino que atuava como goleiro. É o único jogador de seu país (na época, Montenegro ainda era parte da então Sérvia e Montenegro) a atuar em clubes brasileiros.[carece de fontes?]

## Carreira
Tadić foi colega de Dejan Petković no clube Radnički Niš, onde este começou a carreira, e na seleção iugoslava juvenil que disputou e foi vice-campeã do Torneio Internacional de Toulon de 1992. Tornaram-se grandes amigos a ponto de Tadić ser padrinho de casamento do meia, que trabalhou para que o goleiro também viesse jogar no Brasil.
O goleiro chegou ao Brasil em 2001, quando Petković vivia boa fase no Flamengo. Vinha do Partizan para jogar no XV de Piracicaba. Ainda em 2001, foi jogar no Londrina, com seu passe pertencendo ao amigo Petković. Na época, seu nome era equivocadamente grafado como "Tandic". O goleiro só foi tornar-se mais conhecido no Brasil após passar em 2004 pelo Vasco da Gama, por indicação direta de "Pet" (então a grande estrela da equipe), vindo do Uberaba.
Entretanto, jogou pouco e mal, sendo lembrado pela torcida vascaína como um dos piores que já passaram por São Januário, tendo média de dois gols sofridos por partida (foram sete jogos em pouco mais de dois meses, tendo levado quatorze tentos), muitos deles em falhas suas. Foi, inclusive, pivô da demissão de Geninho do comando técnico do clube cruz-maltino - no jogo contra o Palmeiras, o goleiro falhou três vezes e o presidente Eurico Miranda pediu que Tadić deixasse o gramado para o segundo tempo. Geninho recusou o pedido e manteve Tadić, que levou outros 2 gols. O técnico perdeu o emprego no dia seguinte.[carece de fontes?]
Antes de jogar em 2004 por Uberaba e Vasco, havia passado ainda pelo Bragantino em 2002 e pelo clube alemão TSG Weinheim, em 2003. Após deixar a equipe, chegou a jogar pelo Guarani da cidade de Divinópolis. Antes agenciado pelo amigo, Tadić, além de ter sido empresário de Petković, era também o seu motorista.